# サンバDEアミーゴ
『サンバDEアミーゴ』（サンバデアミーゴ）は、セガ発売の音楽ゲーム。開発はソニックチーム。

## 概要
画面に6方向に飛ぶ「リズム玉」が表示され、リズム玉の動きと曲のリズムに合わせて2本のマラカス型コントローラを操作する（ドリームキャスト版は標準のコントローラでもプレイ可能）。また、曲の一部分ではリズム玉が一時的に表示されないかわりに、画面の指示通りにポーズをとることが要求される。使用される楽曲は"サンバ"と題されているだけに、ラテン音楽のヒット曲から多く選曲されている。
ドリームキャスト版ではダウンロード配信により、隠し曲で遊ぶこともできたほか、モードや楽曲を追加した『サンバDEアミーゴ Ver.2000』も発売された。
モバイル用ゲームサイトの『ソニックカフェ』では本作を題材にしたミニゲームが配信されていた。
2023年8月30日には続編『サンバDEアミーゴ：パーティーセントラル』がNintendo Switch向けに発売された。こちらはボタン操作プレイモードの他、Joy-Conの各センサーを使用した「踊るプレイ」が取り入れられた。また、同日にApple Arcade用として『サンバDEアミーゴ：パーティー・トゥー・ゴー』も配信されている。
また、2023年10月13日にはVRバージョンである『サンバDEアミーゴ：バーチャルパーティー』がMeta Quest 2・Meta Quest 3・Meta Quest Pro向けに発売された。

## マラカスコントローラ
アーケード版では筐体備え付けの位置センサーによってマラカスの位置を判定しているが、ドリームキャスト版は床に設置するベースユニットから超音波を発し、マラカスコントローラとの距離を測定して位置を判定する。そのため、常にベースユニットの真上で操作する必要があるので、足の位置を指定するためのマットも付属していた。また、騒音対策としてマラカスの「音が鳴る部分」を取り外すこともできた。

## Wii版
Wiiリモコンを振って操作する。ソニックシリーズのソニック・ザ・ヘッジホッグや『スペースチャンネル5』のうららがゲスト出演している。
ドリームキャスト時代のオリジナルからソフト発売当時のヒットソング、ゲストに登場する人気キャラクターたちのテーマなど、全45曲を収録。2008年12月11日と2009年1月13日に、ダウンロードコンテンツとして追加楽曲パッケージ（各500Wiiポイント）が配信開始。

## ゲームモード
アーケードモード
アーケード版、ソフト版全てにおける基本モード。一定のスコアを達成すると、STAGE 3のプレイ終了後にスペシャルステージがプレイ可能となる。
ラブラブモード
ソフト版が初出のモード。ドリームキャスト版オリジナルモードとして登場した後、アーケード版『Ver. 2000』にも追加された。一緒にプレイしている相手と同タイミングでマラカスを振れれば振れるほど相性が良いと診断される。アーケード版では一定のスコアを達成すると、STAGE 3のプレイ終了後にスペシャルステージとして『WEDDING MARCH』がプレイ可能となる。
バトルモード
ソフト版のオリジナルモード。タイミングよくマラカスを振ることにより爆弾を作って大きくし、MAXサイズになった爆弾を相手にぶつけることで相手の体力ゲージを減らし、最終的に0にするか、より相手の体力を削ったプレイヤーの勝利となる。なお、マラカスの振り方をミスすると、自分の爆弾は爆発し小さくなってしまい、0からやり直しとなる。
ハッスルモード
『Ver. 2000』からの追加モード。マラカスを振る、ポーズをとるに加え、画面の指示通りに腕を振り踊るといった動作も追加された。なお、『おどれ!』の指示の際には画面のタイミングに合わせて同様に振ることができれば高スコアとなる。
ミニゲーム
ソフト版のオリジナルモード。全部で5種類あり、全てのミニゲームを順にクリアし、「ラテン指数」を測れるトータルチェックモードとひとつのゲームを選択してプレイする1ステージモードがあり、トータルチェックモードを一定の条件でクリアすると、マラカスを振った際に流れるボイスを入手可能。
モグラパニック
所謂モグラ叩き。6つのフレームから出現するモグラをマラカスで素早く叩くゲーム。叩けば叩くほど高スコアとなる。
パワーラッシュ
フレームのどこかに出現する岩をマラカスの連打で叩いて砕くゲーム。多くの岩を砕けば砕くほど高スコア。
1・2・サンバ
フレームに表示された数字を1、2、サンバの順番通りに叩くゲーム。ただし爆弾を叩いてしまうとミスとなり、成功回数がリセットされてしまう。
ポーズ&ポーズ
表示されたポーズと同じポーズをどれだけとれるかを競うゲーム。制限時間内に多数のポーズをとることができれば高スコア。
モンキーリプレイ
最初に表示されたお手本通りの譜面やタイミングを真似して再現するゲーム（全10問）。始めにお手本が表示され、その後にプレイヤーがお手本通りにマラカスを振る。その際、一ヵ所でも間違えていると失敗と判断されてしまう。

## 収録曲
STAGE 1
- SAMBA DE JANEIRO（ベリーニ）
- TUBTHUMPING（チャンバワンバ）
- THE CUP OF LIFE（リッキー・マーティン）

STAGE 2
- MAMBO BEAT（東京パノラママンボボーイズ）
- MAS QUE NADA
- MACARENA（ロス・デル・リオ）

STAGE 3
- TAKE ON ME（a-ha）
- LIVIN' LA VIDA LOCA（リッキー・マーティン）
- LA BAMBA

SPECIAL STAGE
- SOUL BOSSA NOVA（クインシー・ジョーンズ）
- TEQUILA
- LOVE LEASE

裏技の全曲モードで選択可能の楽曲
- THE THEME OF INOKI

ダウンロードコンテンツ
ドリームキャスト版のソフトからインターネットに接続すると、公式サイトで以下のソニックチームが制作したゲーム作品のBGMと楽曲に加え、ボーナスステージと全曲モードでプレイ可能の楽曲データが無料でダウンロード可能となっていた。
なお、1作目がドリームキャストに移植された際にはリッキー・マーティンの楽曲がソフト版での使用許諾が下りなかったため、代替として『EL RITMO TROPICAL』と『EL MAMBO』の2曲が収録された。
- OPEN YOUR HEART（『ソニックアドベンチャー』）
- RENT A HERO NO.1（『レンタヒーロー NO.1』）
- SUPER SONIC RACING（『ソニックR』）
- AFTER BURNER（『アフターバーナー』）
- BURNING HEARTS（『バーニングレンジャー』）
- OPA-OPA!（『ファンタジーゾーン』）
- MAGICAL SOUND SHOWER（『アウトラン』）
- SONIC-YOU CAN DO ANYTHING（『ソニックCD』）
- DREAMS DREAMS（『ナイツ』）

『Ver. 2000』からの追加曲
- VAMOS A CARNAVAL（オリジナル楽曲）
- MAMBO DE VERANO（オリジナル楽曲）
- GAMES PEOPLE PLAY
- HOT HOT HOT
- CHA CHA CUBA
- SWAY
- BAMBOLEO（ジプシー・キングス）
- VOLARE（ジプシー・キングス）
- DJOBI DJOBA（ジプシー・キングス）
- SALOME（チャヤン）
- S.O.S.（ドクター・ボンベイ）
- TOUT TOUT POUR MA CHERIE（ミッシェル・ポルナレフ）
- GONNA FLY NOW
- WEDDING MARCH（ラブラブモード時のボーナスステージでプレイ可能）

## 登場キャラクター
これらのキャラクターはプレイ時の背景ムービーに登場しており、バックストーリーやキャラクターの詳細はドリームキャスト版の取扱説明書や攻略本『サンバDEアミーゴ ザ グレイテスト ガイドブック』にて明らかにされた。

### 主人公
アミーゴ
山奥の小さな村で暮らす、いつも元気なサル（ケモノ）の少年。首には赤いスカーフを巻き、ベストとデニムのハーフパンツを着用し、ジグザグ模様のあるソンブレロをかぶっている。好物は故郷の名物の焼きバナナ。
ある日、母から頼まれた買い物のためにやって来たダウンタウンの楽器店のショーウインドーに飾られていたマラカスを見てすっかり心惹かれてしまい、店長に頼み込んでマラカスを握らせてもらった瞬間に衝撃を受け、サンバを極めることを決意。住み慣れた故郷の山奥の村を離れ、サンバを極めるべく武者修行を開始する。初めて訪れた街でカーニバルに飛び入り参加し、人気ダンサーのリンダと共演したことでカーニバルは大盛況となった。その様子は地方紙の記事に取り上げられ、話題となったことでローカルテレビ局から出演のオファーがかかる。その後はとんとん拍子にチャンスが訪れ、一躍スターダムへと躍り出、ビッグアーティストとしての生活に追われるようになるほどの売れっ子となった。しかし、アミーゴの名を知らぬ者はいないと言われるまでに世界に名を轟かせ、あらゆる賞を総なめにした後、突如として表舞台から姿を消したことで、世間の人々を驚かせた。マスコミからは真偽不明の様々なアミーゴのその後の憶測の記事を書き立てられたが、彼の真の消息を知る者は誰もいないと言われるほどに鮮やかな引き際となった。
初期のキャラクター設定ではテントウムシのような昆虫の少年、人間の子供、宇宙人など、様々なパターンが試案としてあったが、"サンバ"と"マラカス"と"ダンス"というキーワードからサルをモチーフにすることが決まり、ここから数種のイメージが出され、フォーカステストを経て現在のデザインとなった。

### STAGE 1
リンダ
アミーゴが初めて訪れた小さな街でサンバダンサーをしている女性。蝶をモチーフにしたサンバ衣装を着ている。大らかだがプロ意識が高く、口癖は『目指すなら一流よ!』。アミーゴにラテンのノリを教えたことで、彼がスターダムに躍り出るきっかけを作った人物でもある。現在の抜群なスタイルを保つために野菜スティックを主食としている。
初期のキャラクター設定ではアミーゴと同年代程度の子供のキャラクターだったが、差別化を図るために大人っぽい女性キャラクターとなった。

### STAGE 2
ビンゴ&ボンゴ
かつて一世を風靡したクマの着ぐるみダンスユニットである双子のクマ。着ぐるみの内部がコックピットのような状態になっており、内部から操作してダンスや太鼓の演奏をする。また、おしゃべりかつお笑いが好きで、ふたりでコントめいたやり取りをしている。
着ぐるみは腕が頭部を持ち上げる形で開閉し、その中に操者兼本体である茶色の小さなクマが乗っている。その構造故に汗がたまりやすく、ビンゴはそれで溺れそうになったことも。着ぐるみの身長は本体の約5倍。ダンサーとしてのキャリアは長く、ビンゴ曰く『15年もやってる』。好物はマシュマロとグミで、それが原因でケンカをすることがしばしばある。
コンセプトは、「舞台をにぎやかすダンサー」として「クマの着ぐるみを着たクマ」というアイデアとデザインから煮詰められて作られたキャラクター。
ビンゴ
首元に青いリボンの付いた水色のクマの着ぐるみを着ている。着ぐるみはボンゴとは違い、目を細めて歯を出した笑い顔をしている。ボンゴとのやり取りでは基本的にふざけているボケのポジション。アミーゴと共演した際には『彼ほどの逸材はなかなかいないよ』とアミーゴのマラカスの腕を絶賛した。
ボンゴ
首元に赤いリボンの付いたピンクのクマの着ぐるみを着ている。着ぐるみはビンゴとは違い真顔で、目にはまつ毛がある。ビンゴとのやり取りではビンゴを諭すツッコミのポジション。アミーゴと共演した際には、当初は彼のむき出しの歯とどこを見ているのかわからない瞳といった表情からこの世の終わりとばかりに絶望していたが、共演後は（いい意味での）豹変ぶりに感心し、『彼のマラカスが世界を変える日も、きっともうすぐよ』とその腕前にすっかり惚れ込んでいた。

### STAGE 3
リオ&チャンバワンバ
ビルボードのラテン音楽チャートで38週連続トップの快挙を成し遂げている人気の3人組ラテン音楽バンド。
初期のキャラクター設定ではヒョウではなくクロヒョウであり、メンバーも各キャラクターの違いが表現しきれておらず、「ヤセのラッパ」、「チビのギター」、「デブのコンガ」といった形からスタートし、年齢、シルエット、性格などの差異を盛り込み、現在のデザインとなった。
リオ
ラテン音楽バンド・リオ&チャンバワンバのメンバーで、トランペットとダンスを担当しているヒョウの獣人の青年。かつてはアイドル歌手として活動しており、その優男のような外見や気障な仕草からは想像できないが、自身の持つ夢を叶えるために日々トレーニングを欠かさない努力家で、男気にあふれた性格。縁起担ぎのため、毎朝オニオンリングを食べている。
チャンバ
ラテン音楽バンド・リオ&チャンバワンバのメンバーで、マンドリンを担当しているテンガロンハットをかぶった恰幅のいいヒョウの獣人（ケモノ）の男性。左頬に十字の傷がある。かつては名の知れたストリートギャングのボスだったが、行きつけのバーのマスターであるワンバとの出会いによって更生し、バンドを結成する傍ら、ワンバの経営するバーでバーテンダーを務めている。
ワンバ
ラテン音楽バンド・リオ&チャンバワンバのメンバーで、コンガを担当しているテンガロンハットをかぶり、眼鏡をかけた痩身のヒョウの獣人（ケモノ）の男性。コンガを前にすると人が変わってしまうほどのコンガ好きである。バーを経営しており、チャンバとの出会いが彼を更生させ、人生を変えるきっかけとなった。店のおすすめはサボテンステーキとバーボン。

### 『Ver. 2000』から登場
アミーガ
『Ver. 2000』から登場したアミーゴの妹。ビキニトップにミニスカートの赤いツーピースのドレスを着ており、毛色は兄のアミーゴよりも明るく、黄色に近い色であり、ジグザグ模様のあるヘアバンドと頭頂でまとめた髪にピンク色の花飾りを付けている。兄の演奏するマラカスに合わせ、モンキータンバリンを鳴らしてダンスをする。
先述の通り、"アミーゴの妹"とされているが、前作の時点ではアミーゴの一家は彼を含めた3人家族と明言されているため、設定に齟齬が生じている。

### その他
アミーゴの両親
父はつばの大きなテンガロンハットをかぶり、カイゼル髭を生やしている。母はパーマのかかった髪にヘアバンドを付け、耳にはイヤリングを付けている。息子のアミーゴからサンバを極める武者修行へと行くと告げられた際には、父は『男が一度決めたことなら仕方がない』、『ビッグになるまで帰ってくるなよ』と温かく見送ったが、母は心配でたまらず反対していたものの、アミーゴの意志の固さに根負けし、泣く泣く送り出すことを決意した。

## 裏技
全曲モード
身長セレクト時に選択側（左）のマラカスコントローラを上げてカーソルを最上部に合わせ、そのまま10回振る。
スーパーハードモード
難易度セレクト時に選択側（左）のマラカスコントローラを上げてカーソルを最上部に合わせ、そのまま10回振る。
ランダムモード
モードセレクト時に選択側（左）のマラカスコントローラを下げてカーソルを最下部に合わせ、そのまま10回振る。プレイする度にリズム玉の位置が変わるランダム譜面となる。
アミーゴ打ち
リズム玉をふたつのマラカスで同時に打つと、スコアが2倍となり、更にジャストタイミングだとスコアが4倍となる。

## 攻略本
- 『サンバDEアミーゴ ザ グレイテスト ガイドブック』エンターブレイン ファミ通責任編集 2000年6月10日初版発行（ISBN 4-7577-0056-3）

各モードの解説と遊び方、収録曲の難易度ごとの譜面、ゲームとキャラクターのバックストーリー、その他コラムやお楽しみ記事などを収録。譜面はアーケード版とドリームキャスト版の双方の収録曲に対応している。

## 関連ソフト
- シャカっとタンバリン! - サンバDEアミーゴのタンバリン版。
- ソニックピンボールパーティー - 本作をモチーフとしたピンボール台が登場する。
- リズム怪盗R 皇帝ナポレオンの遺産 - 本作の派生作として企画されたため、一部ゲームに本作のシステムを採用。
- ファンタシースターオンライン2 - 本作の楽曲『VAMOS A CARNAVAL』がイースター仕様のロビーのBGMとして使われている。